# Jorge Caumont
Jorge Pedro Caumont Clavario (Montevideo, Uruguay, 19 de diciembre de 1944) es un economista y editorialista uruguayo.

## Carrera
Licenciado en Economía y Master of Arts en Economía de la Universidad de Chicago. Fue docente en la Facultad de Ciencias Económicas y de Administración de la Universidad de la República y en el Centro de Entrenamiento de Citigroup en Fort Lauderdale. Actualmente es profesor titular de la materia "Entorno Macroeconómico de la Empresa" en la Universidad ORT Uruguay.
Fue funcionario de la Oficina de Planeamiento y Presupuesto, ocupando diversos cargos: técnico del sector industrial (1973-1974), jefe de sector proyectos (1974), consultor técnico (1977-1982) y director de la división de consultaría económica (1983-1985). Fue asesor económico del Ministerio de Industria y Energía entre 1985 y 1989 y asesor del Ministerio de Turismo entre 1990 y 1991. Fue consultor de Citigroup. 
Fue columnista y editorialista del semanario Búsqueda y de otros organismos de prensa uruguayos y extranjeros.
Es director del estudio económico-financiero Jorge Caumont & Asociados y corredor de bolsa de la Bolsa de Valores de Montevideo. Es consultor de diversos organismos multilaterales y bilaterales: United States Agency for International Development, OEA, CEPAL, Intal, CDT, Banco Mundial, BID, entre otros. Es columnista del suplemento "Economía & Mercado" del diario El País.
Si bien siempre se lo había vinculado políticamente al Partido Colorado, de cara a los comicios presidenciales de octubre de 2009 se desempeñó como asesor en materia económica del candidato del Partido Nacional, Luis Alberto Lacalle.
Es autor de diversas publicaciones sobre política económica, distribución del ingreso, política comercial y proteccionismo.